# Цветы дона Хуана
«Цветы дона Хуана, или Как богатый и бедный поменялись местами» (исп. Las Flores de don Juan, Ricos e pobres trocados) — комедия испанского драматурга Лопе де Веги, впервые опубликованная в 1619 году в составе «XII части комедий Лопе де Вега». Ещё до этого, в 1618 году, автор включил её в перечень своих пьес, дополнивший второе издание романа «Странник в своём отечестве». Дата написания пьесы неизвестна: в разных гипотезах фигурируют 1612—1615 годы или время до 1609 года. Вторая версия связана с упоминаниями в тексте войны во Фландрию, которая приостановилась в 1609—1621 годах.
Действие пьесы происходит в Валенсии. Главный герой — дон Хуан, благородный дворянин, первый красавец в городе, но при этом ничего не имеющий за душой. Старший брат, унаследовавший всё семейное достояние, ненавидит его, отказывает в деньгах и мечтает, чтобы Хуан отправился на войну с голландцами и там погиб. При этом Хуан влюблён в красивую и богатую графиню Ипполиту; та, презирая бедняков, отвергает его ухаживания, но в глубине души ей льстит внимание.
В середине XVII века появился переработанный вариант «Цветов дона Хуана» под названием «Бедность, любовь и удача» (его подготовили братья Фигероа). В XIX веке «Цветы дона Хуана» были переведены на французский, немецкий и итальянский языки, в 1963 году был опубликован перевод на русский.